# Slag om Vukovar
De slag om Vukovar (Kroatisch: Bitka za Vukovar, Servisch: Битка за Вуковар) was een 87 dagen durende belegering van Vukovar in het oosten van Kroatië door het Joegoslavisch Volksleger, ondersteund door verschillende paramilitaire troepen uit Servië, tussen augustus en november 1991. 

## Geschiedenis
Vóór de Kroatische Onafhankelijkheidsoorlog was de barokstad Vukovar een welvarende, etnisch gemengde gemeenschap bestaande uit Kroaten, Serven en andere etnische groeperingen. De door de Servische president Slobodan Milošević en Kroatische president Franjo Tuđman nagestreefde nationalistische politiek leidde tot de uitbraak van een gewapende inval door Kroatische Serven, ondersteund door de Servische overheid en paramilitaire groeperingen. Terwijl de Kroatisch-Servische milities controle namen over de Servisch bevolkte gebieden van Kroatië, begon het Joegoslavische Volksleger in te grijpen ten gunste van de opstandelingen. Een conflict brak uit in de oostelijk Kroatische regio Slavonië in mei 1991. In augustus begon het Volksleger met een grootschalige aanval op de door de Kroaten veroverde gebieden in oost Slavonië, waaronder Vukovar.
Vukovar werd verdedigd door ongeveer 1800 lichtbewapende soldaten van de Kroatische Nationale Garde (ZNG) en burgervrijwilligers, tegen 36.000 soldaten van het Volksleger en Servische paramilitairen uitgerust met zware bepantsering en geschut. Tijdens de aanval werden tot 12 000 mortieren en raketten per dag afgevuurd op de stad. Vukovar werd gedurende de slag die, na de belegering van Sarajevo (1992-1995), de langste was in het Europa van na de Tweede Wereldoorlog, totaal verwoest.
Nadat Vukovar op 18 november 1991 viel werden honderden soldaten en burgers door de Servische overwinnaars vermoord bij het bloedbad van Vukovar. Ten minste 31.000 burgers werden gedeporteerd uit de stad en omgeving. Vukovar werd etnisch gereinigd van zijn niet-Servische inwoners en werd onderdeel van de zelf uitgeroepen republiek Servisch Krajina. Verschillende Servische militaire en politieke vertegenwoordigers, onder wie Milošević, werden later veroordeeld en in sommige gevallen gevangengezet voor de oorlogsmisdaden die gepleegd werden gedurende en na de slag om Vukovar.
De slag putte het Joegoslavisch Volksleger uit en betekende een keerpunt in de Kroatische oorlog. Een wapenstilstand werd enkele weken later uitgeroepen. Vukovar bleef in Servische handen tot 1998 toen het werd overgedragen aan Kroatië. De stad is sinds die tijd herbouwd, maar heeft minder dan de helft van het aantal vooroorlogse inwoners en aan veel gebouwen is nog steeds de schade van belegering te zien. De twee grootste etnische bevolkingsgroepen blijven diep verdeeld en de stad heeft zijn voormalige welvaart niet teruggekregen.
De commandant van het Joegoslavische volksleger bij de aanval op Vukovar, generaal Mladen Bradic, sneuvelde in november 1991 ter plaatse. Te zijner ere werd op 8 november 2019 in Novi Sad door de Servische regering een monument onthuld.